# Schlacht am Grand und Petit Morin

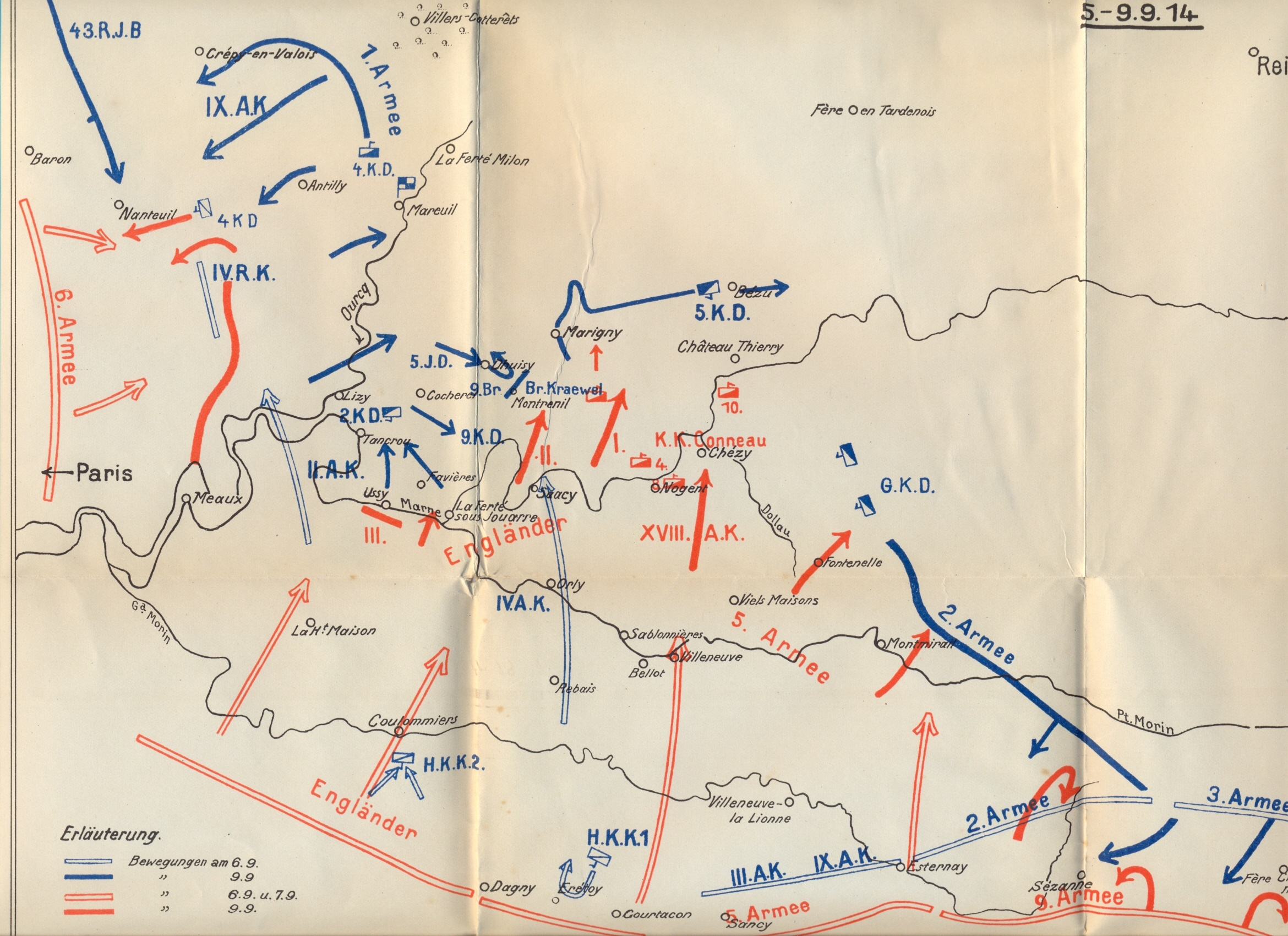
Marneschlacht 1914

Die Schlacht am Grand und Petit Morin (französisch: Bataille des Deux Morins) war eine Auseinandersetzung im Ersten Weltkrieg vom 6. bis 9. September 1914 und wichtigster Teil der Schlacht an der Marne. Die zurückgegangenen Streitkräfte der französischen 5. Armee und des British Expeditionary Force rückten infolge einer ab 6. September eingeleiteten Gegenoffensive gegenüber der deutschen 1. und 2. Armee wieder vor. In der Folge drängten die britischen Truppen den bereits zum Ourcq wechselnden deutschen Truppen ab 8. September durch eine breite Frontlücke erfolgreich nach und die französische 5. Armee konnte die deutsche 2. Armee erfolgreich flankieren. Angesichts dieser Manöver ging die Verbindung zwischen der deutschen 1. und 2. Armee vollständig verloren. Letzterer Großverband musste den rechten Flügel zusätzlich durch eine Hakenstellung vor Umfassung schützen. Die erfolgreichen Manöver der Entente-Truppen hatten den Rückzug aller zwischen Paris und Verdun stehenden deutschen Armeen zur Folge.

## Vorgeschichte

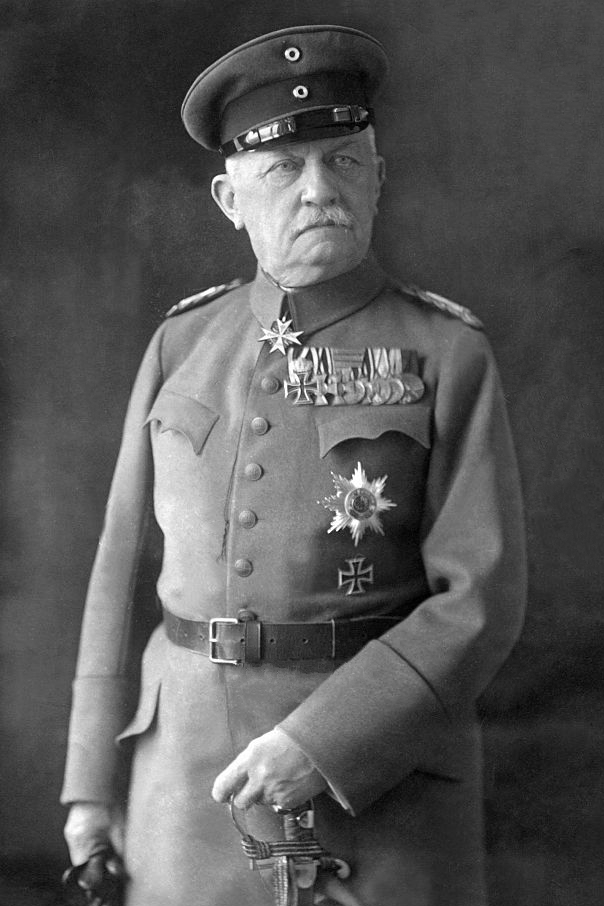
Karl von Bülow

Am 2. September 1914 gab Generaloberst Karl von Bülow den Befehl zur weiteren Verfolgung über die Marne. Die Vorhut der 2. Armee – das Gardekorps und X. Armee-Korps – hatten die Vesle bei Jonchery und Fismes überquert, die deutschen Truppen blieben der französischen 5. Armee (General Charles Lanrezac) dicht auf den Fersen. Vom 23. August bis 5. September legten die deutschen Verbände 350 km zurück, das entsprach einer täglichen Marschleistung von 25 km. Der rechte Flügel (IX. A.K. unter General der Infanterie Ferdinand von Quast) der deutschen 1. Armee besetzte Oulchy-le-Château mit der 17. Infanterie-Division und Château-Thierry mit der 18. Infanterie-Division. Die Truppen des Garde-Korps sollte die Kapitulation von Reims erwirken und diese gegebenenfalls durch Bombardierung zu erzwingen.
Am Abend konnte die zwischen der Vesle und der Marne operierende französische 5. Armee rechts mit der 37. Brigade die Verbindung zur Armeeabteilung Foch und links mit der 4. Kavallerie-Division (Kavalleriekorps Conneau) mit der englischen Armee die Verbindung herstellen. Die 8. und 10. Kavallerie-Division waren damit beschäftigt, sich bei Montmirail neu zu gruppieren. Um 23 Uhr ordnete General Lanrezac seine Front neu: Die 18. Corps wird den Westflügel der 5. Armee anstelle der Gruppe der Reservedivisionen besetzen, die zwischen der 18. und der 3. Corps eingesetzt war.
Am Morgen des 3. September drangen Truppen der deutschen 1. Armee bei Château-Thierry, Chézy und Nogent-l’Artaud über die Marne vor. Das französische 18. Corps (General de Mas Latrie) setzte sich am frühen Morgen über den Fluss ab, die 35. Division (General Marjoulet) bei Dormans, die 36. (General Jouannic) bei Tréloup, die 38. (General Muteau) bei Jauglonne, die drei Divisionen zogen sich jeweils auf Courboin, Condé und Pargny zurück. Das 3. Corps überquerte den Fluss mit der 5. Division (General Mangin) bei Binson, mit der die 37. (General Comby) und 6. Division (General Pétain) bei Venteuil. Das 1. Corps ging mit der 1. Division (General Gallet) bei Reuil und mit der 2. Division (General Deligny) bei Damery über die Marne zurück. Das 10. Corps (General Defforges) deckte bis zuletzt in der Region Épernay. Zwischen dem 18. Corps, das bis Dhuisy positioniert war und dem Kavalleriekorps Conneau, das sich in Richtung Rebais zurückzog, öffnete sich eine Lücke von 25 km. Um 17 Uhr wurde auf Befehl des französischen Oberkommandierenden Joffre General Lanrezac durch den bisherigen Führer des 1. Corps, General Franchet d’Esperey ersetzt.
Das Hauptquartier der deutschen 2. Armee wurde von Fismes nach Fère-en-Tardenois vorverlegt. Das linke Flügelkorps der 1. Armee – das IX. Armee-Korps – marschiere in Richtung Südosten, so dass ihre Vorhuten die Vormarschroute des rechten Flügel der 2. Armee kreuzte, wodurch das VII. Armee-Korps zu einer Schwenkung nach Südosten gezwungen war. Das deutsche IX. Armee-Korps drang in ein von Truppen entblößtes Gelände vor, die Verfolgung durch das III. Armee-Korps wurde bis zur Marne in Richtung Château-Thierry-Binson energisch fortgesetzt. Das VII. Armeekorps erreichte Pargny-la-Dhuis und Verdon. das X. Reserve-Korps Le Breuil. Das X. Armee-Korps erreichte Mareuil-en-Brie und Saint-Martin-d’Ablois und das Gardekorps stand bereits südlich der Marne bei Epernay.
Die Deutschen drangen am 4. September bei Nogent-l'Artaud, Chézy und Château-Thierry über die Marne vor. Für General Joffre war es im Zuge seiner geplanten Gegenoffensive notwendig, den Abzug des linken Flügel der 5. Armee zu verschleiern. Diese Aufgabe wurde General Conneau übertragen, dessen Kavallerie die Region Provinz noch vor Tagesanbruch verließ, um den deutschen Vormarsch auf den Straßen von Nogent-l'Artaud und Château-Thierry zu verzögern. Franchet d'Esperey traf mit dem britischen General Wilson in Bray, beide besprachen die Maßnahmen für den von Joffre geplanten Gegenangriff. General Conneau gab den Befehl, die Petit Morin von Verdelot bis Montmirail zu verteidigen. Das 18. Corps erreichte ihre Quartiere zwischen Montolivet, Tréfols und Le Vézier, das 3. Corps die Region Vauchamps, Fromentières und Janvillers. Das 1. Corps war ab 17 Uhr in der Region Bannay – Braye und das 10. Corps in der Region Étoges – Congy verankert, beide Korps standen nicht mehr in Kontakt mit der deutschen Armee, was Vorteile für die geplante Gegenoffensive bot. Um 22 Uhr traf aus Lothringen kommend General de Maud’huy im Hauptquartier von Romilly ein, er hatte General de Mas-Latrie an der Spitze des 18. Corps abzulösen.
Das Hauptquartier der deutschen 2. Armee wurde in Dormans eingerichtet, wo es bis zum 5. September blieb und dann nach Montmort wechselte. Generaloberst von Bülow erfuhr, dass Reims von Gardetruppen kampflos besetzt worden war, um 8:30 Uhr trafen neue Anweisungen der Obersten Heeresleitung ein. Die deutsche 1. Armee überschritt am 5. September mit dem IX. und III. A.K. den Grand Morin, den man zwischen Chauffry und Esternay passierte. Die 2. Armee überquerte am Morgen die Marne und erreichte die Linie Champaubert – Étoges – Vertus. Während die Truppen der 1. Armee den Petit Morin nach Süden passierten, bekam Generaloberst von Kluck die Meldung, dass das als Flankenschutz gegen den Festungsbereich von Paris belassene IV. Reserve-Korps überraschend mit kräftemäßigen starken französischen Truppen im Kampf stand. Er musste zum Schutz seiner bedrohten rechten Flanke die Verfolgung über die Marne nach Süden einstellen. Das II. Armee-Korps richtete seine Front sofort südwestlich von Crouy-sur-Ourcq nach Westen um, das IV. Armee-Korps gruppierte sich bei La Ferté-sous-Jouarre und das III. Armee-Korps bei La Ferté-Gaucher nach rechts um. Das IX. Armee-Korps blieb vorerst zum Schutz der Südflanke am Grand Morin und bei Joiselle stehen.
Die englische Armee zog sich noch den ganzen Tag über weiter zurück und befand sich hinter dem Wald von Crécy an der Front Tournan-Ormeaux mit Front nach Norden, anstatt nach Changis-Coulommiers, wie es mit General Wilson vereinbart wurde. Das Kavalleriekorps von General Conneau (4., 8. und 10. Kavalleriedivision) befand sich jetzt im Raum Provins, um an der linken Flanke der 5. Armee die Verbindung zur britischen Armee aufrechtzuerhalten. Das französische 18. Corps passierte Rupéreux, beim 10. Corps wurden zwischen Sézanne, Mœurs-Verdey und Barbonne Schützengräben angelegt.

## Beteiligte Streitkräfte
Deutsche 1. Armee
IX. Armee-Korps, General der Inf. Ferdinand von Quast
- 17. Infanterie-Division, Gen.Lt. Arnold von Bauer
- 18. Infanterie-Division, Gen.Lt. Max von Kluge

III. Armee-Korps, General der Inf. Ewald von Lochow
- 5. Infanterie-Division, Gen.Lt. Georg Wichura
- 6. Infanterie-Division, Gen.Maj. Richard Herhudt von Rohden

Höheres Kavallerie-Kommando 2, General der Kavallerie Georg von der Marwitz
- 2. Kavallerie-Division, Gen.Maj. Friedrich von Krane
- 4. Kavallerie-Division, Gen.Lt. Otto von Garnier
- 9. Kavallerie-Division, Gen.Maj. Eberhard von Schmettow

Deutsche 2. Armee
Höheres Kavallerie-Kommando 1, Gen.Lt. Manfred von Richthofen
- Garde-Kavallerie-Division, Gen.Maj. Adolf von Storch
- 5. Kavallerie-Division, Gen.Maj. Karl von Ilsemann

VII. Armee-Korps, General der Inf. Karl von Einem
- 13. Infanterie-Division, Gen.Lt. Kurt von dem Borne
- 14. Infanterie-Division, Gen.Lt. Paul Fleck

X. Reserve-Korps, General der Inf. Johannes von Eben
- 2. Garde-Reserve-Division, GenLt. Richard von Süsskind
- 19. Reserve-Division, Gen.Lt. Max Bahrfeldt

X. Armee-Korps, General der Inf. Otto von Emmich
- 19. Infanterie-Division,  Gen.Lt. Max Hofmann
- 20. Infanterie-Division, Gen.Lt. Alwin Schmundt

British Expeditionary Force, Feldmarschall Sir John French
III. Corps, Generalleutnant William Pulteney
- 19. Brigade, Brigadegeneral Frederick Gordon
- 5. Kavallerie-Brigade, Brigadegeneral Philipp Chetwode
- 4. Division, Generalmajor Thomas D’Oyly Snow

II. Corps, Generalleutnant Horace Smith-Dorrien
- 5. Division, Generalmajor Charles Fergusson
- 3. Division, Generalmajor Hubert Hamilton

I. Corps, Generalleutnant Douglas Haig
- 1. Division, Generalmajor Samuel Lomax
- 2. Division, Generalmajor Charles Monro

1. Kavallerie-Division, Generalleutnant Edmund H. Allenby
- 1. Kavallerie-Brigade, Brigadegeneral Charles James Briggs
- 2. Kavallerie-Brigade, Generalmajor Henry de B. de Lisle
- 3. Kavallerie-Brigade, Generalmajor Sir Hubert Gough
- 4. Kavallerie-Brigade, Brigadegeneral Cecil Edward Bingham

Französische 5. Armee
Corps de cavalerie Conneau, General Louis Conneau
- 4. Kavallerie-Division, General Pierre Abonneau
- 8. Kavallerie-Division, General Albert Baratier
- 10. Kavallerie-Division, General Camille Barthélémy Grellet

18. Corps General Louis Ernest de Maud’huy
- 35. Division, General Francois Marjoulet
- 36. Division, General Théophile Jouannic
- 38. Division, General Paul Muteau (interim Alfred Schwarz)

1. Corps, General Henry Victor Deligny
- 1. Division, General Marie Alexandre Gallet
- 2. Division, Oberst Noël Garnier-Duplessix

3. Corps, General Emile Hache
- 5. Division, General Charles Mangin
- 6. Division, General Philippe Petain
- 37. Division, General Louis Comby

4. Reservegruppe, General Mardochée Valabrègue
- 53. Reserve-Division, General Georges Perruchon, ab 8. September General Felix-Albert Journée
- 69. Reserve-Division, General Henri Nicolas Le Gros, ab 8. Sept. Henri Marie Néraud

10. Corps, General Gilbert Defforges
- 51. Reserve-Division, General René Boutegourd
- 19. Division, General Henry Bailly
- 20. Division, General Alphons Charles Ménissier, ab 5. September Martial Adolphe Rogerie

## Der französische Gegenangriff

### 5. September

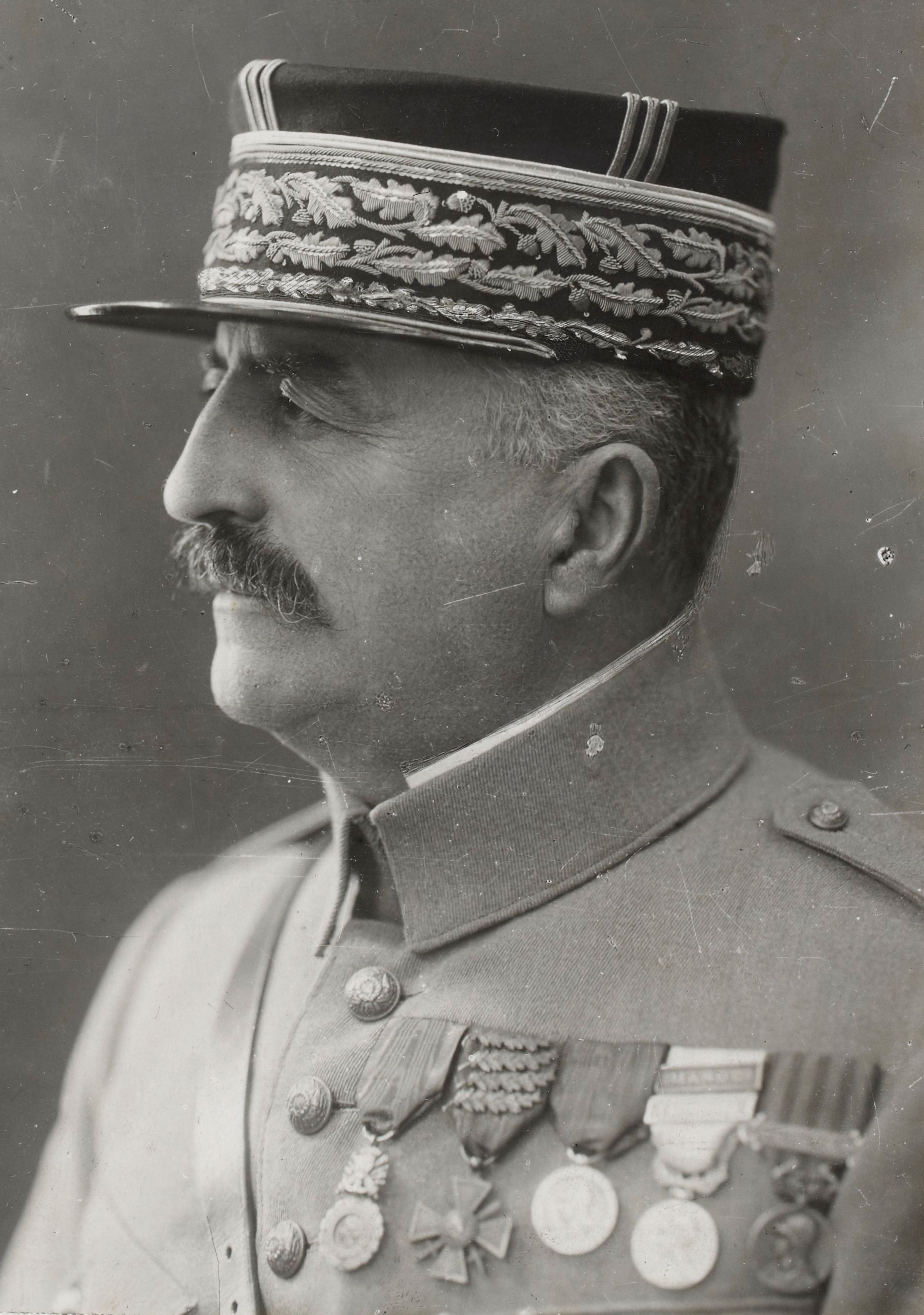
Louis Félix Marie Franchet d’Espèrey

Am 5. September abends beendete die französische 5. Armee ihren Rückzug auf der Linie Provins – Courtacon – Esternay – Sézanne, gleichzeitig vollzog die BEF auf Befehl des Feldmarschalls French einen Frontwechsel in Richtung Osten auf Changis – Coulommiers. Die linke Flanke zur französischen 6. Armee wurde jetzt durch die aus dem Osten herangeführte 8. Division gesichert, welche den Befehl hatte, am folgenden Tag bis zur Ourcq-Linie vorzurücken. Um 18:30 wurde der Angriffsbefehl von Franchet d'Esperey an seine Corps übertragen:
„Morgen, am 6. September wird die 5. Armee die deutsche 1. Armee angreifen, während die Englische Armee und die 6. Armee sie von der Flanke her angreifen  werden. Die Verbindung zur englischen Armee wird durch das Kavalleriekorps Conneau sichergestellt, das gleichzeitig den linken Teil der Armee deckt. Die Verbindung mit der Armee des Generals Foch wird durch die 10. Corps sichergestellt, das mit 9. Armee die in enger Zusammenarbeit auf Sézanne operieren wird. Der Schwerpunkt des Angriffes liegt beim 1., 3. und 18. Corps direkt nach Norden, deren Verbände nach rechts vorne gestaffelt angreifen“.
In den Sektoren des 3. und 18. Corps wurde schwere Artillerie näher an die Front herangeführt. Der linke Flügel der 5. Armee – das 18. Corps hatte die 36. Division in Saint-Martin-des-Champs, die 35. Division in der Region Voulton und die zuletzt unterstellte 38. Division in zweiter Linie bei Saint-Brice aufgestellt. Die 4. Reserve-Gruppe war zwischen dem 18. und 3. Corps positioniert und hielt mit der 5. Reserve-Division eine Frontlinie zwischen Beauchery und Villiers-Saint-Georges und mit der 69. Division zwischen Villiers-Saint-Georges und Brasseau. Das 3. Corps hatte die 6. Division zwischen Brasseau und Écury und die 5. Division zwischen Saint-Genest und Fontaine-sous-Montaiguillon aufgestellt, die 37. Division blieb als Reserve im zweiten Treffen bei Villegruis. Beim 1. Corps waren die Divisionen getrennt aufgestellt: die 1. Division lag westlich des Waldes von Traconne gegenüber Esternay und die 2. Division bei Chantemerle. Das 10. Corps hatte die 19. Division an der Frontlinie südlich von Mœurs in Verbindung mit dem 1. Corps bei Essarts-lès-Sézanne in Stellung und die 20. Division befand sich zwischen Verdey und Sézanne. Die dem 10. Corps angegliederte 51. Reserve-Division steht in der zweiter Linie östlich des Waldes von Traconne.　

### 6. September

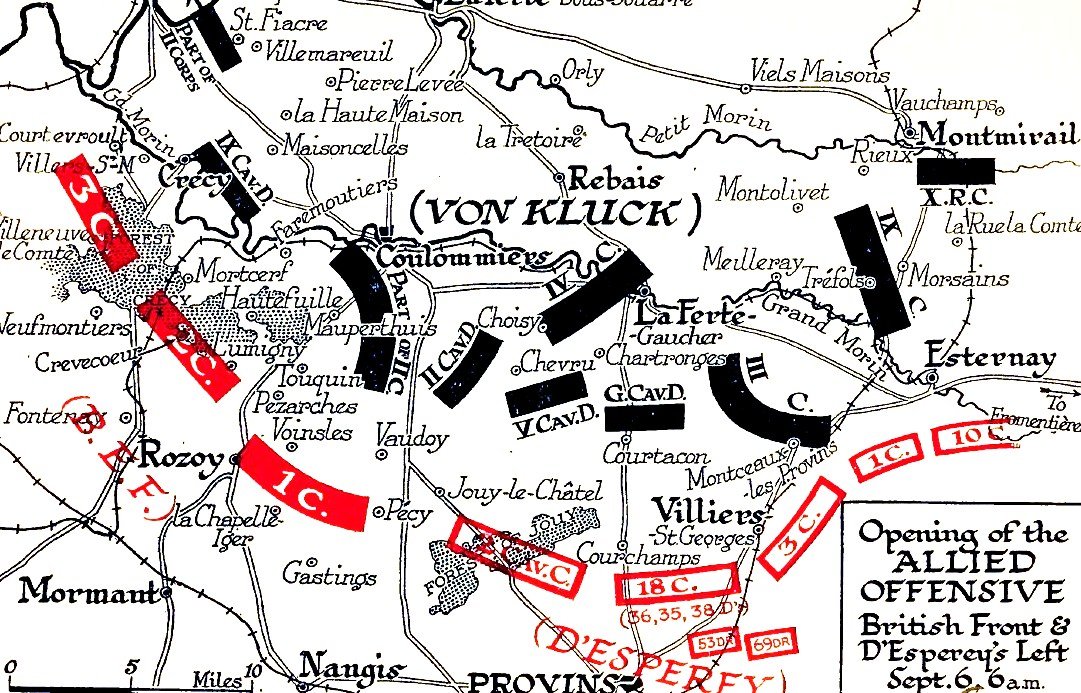
Lage am 6. September 1914

Der rechte Flügel der deutschen 2. Armee kam an diesem Tag mit dem VII. und X. Armee-Korps nicht über die Petit Morin hinaus. Während das deutsche III. und IV. Armee-Korps nicht über die Linie La Ferté-Gaucher, Sancy, Montceaux-les-Provins und Esternay vorgingen, begannen die übrigen Korps der 1. Armee sofort mit der Umgruppierung nach Nordwesten: das II. Armee-Korps machte sich am frühen Morgen des 6. September auf den Weg nach Varreddes, um über Crouy dem bedrängten Korps des Generals von Gronau zu Hilfe zu eilen. Das IV. Armee-Korps gruppierte in Richtung Lizy-sur-Ourcq um, die 8. Infanterie-Division über Ferté-sous-Jouarre weiter nach Trocy-en-Multien, die 7. Infanterie-Division baute bei Rebais ab und folgte über Orly, Montreuil-aux-Lions, Vendrest, südlich von Rosoy-en-Multien nach.
Die französische Luftaufklärung entdeckte deutsche Rückzugsbewegungen in der Region Courtacon, La Ferté-Gaucher, Montmirail, Esternay und Montceaux-les-Provins nach Norden. Am Morgen gingen auch die Truppen der BEF aus der Linie Tournan-en-Brie und Ormeaux in vorsichtige Bewegung in Richtung Courtacon über.
Die BEF ersuchte das Corps Conneau um Unterstützung bei der Besetzung von Jouy-le-Châtel und Villegagnon. Ab 6 Uhr morgens marschierte die französische 8. Kavalleriedivision auf der Straße zwischen Provins und Coulommiers nach Norden, um sich mit der britischen Kavalleriedivision zum gemeinsamen Vorgehen in Richtung Jouy-le-Châtel zu verbinden. Die 10. Kavalleriedivision schlug Kurs auf Savigny ein um die Verbindung mit dem 18. Corps aufzunehmen. Gegen 10:30 Uhr wurde die englische Kavallerievorhut bei von einer deutschen Kavalleriebrigade angegriffen, konnte sich aber dank der Artillerieunterstützung durch französische 8. Division behaupten.
Franchet d'Esperey gab morgens den Befehl an der Linie Montceaux – Courgivaux – Esternay anzugreifen. Die Fronttruppen der 5. Armee ging auf über 50 km zum Angriff über: Das 18. Corps griff gegen Montceaux-les-Provins, das 3. Corps in Richtung Courgivaux, das 1. und 10. Corps in Richtung Esternay an. Das Kavalleriekorps Conneau verließ ihr Lager bei Provins um den linken Flügel des 18. Corps decken und sich mit der britischen Kavallerie verbinden. Die 35. und 36. Division ging in Richtung Nordnordost über Sancy, Meilleray und Montolivet vor, die 5. und 6. Division rückte aus der Linie Brasseaux – Saint-Genest-les-Essarts und die 2. und 1. Division schritt in Richtung Bricot-la-Ville, Essarts-le-Vicomte zum Angriff. Am Morgen war die 1. Division im Vorgehen auf das Dorf La Pimbaudière und die 2. Division auf La Forestière. Unterstützt von einem Teil der Korpsartillerie sollte jene Straße erreicht werden, die zwischen dem Hügel 200 und der Burg von Esternay verlief. Die 4. Gruppe der Reservedivisionen (General Valabrègue) bildete dahinter die zweite Linie. Beim 10. Corps rückte die 19. und 20. Division in nordnordwestlicher Richtung auf der Achse Mœurs – Soigny – Vauchamps vor und verband sich dabei rechts enger mit der 42. Division (General Grossetti) der 9. Armee.
Das 18. Corps erreichte unter dem Schutz der Artillerie die deutschen Stellungen bei Montceaux und Sancy. Gegen 9:30 vormittags meldete General Hache, dass die Deutschen die Linie Montceaux-les-Provins – Les Châtaigniers – Courgivaux – nördlich von Escardes noch stark besetzt hielten. Um 9 Uhr morgens hatte die 6. Division Saint-Bon und Villouette besetzt und setzte ihren Vormarsch in Richtung Montceaux-lès-Provins und Champfleury fort, unterstützt von der Artillerie des 18. Corps. Die 2. Division rückte am Morgen durch den Wald von Traconne vor, sie erreichte gegen 10 Uhr Beauvais-la-Nove und Bricot-la-Ville am Grand Morin, der rechte Flügel dieser Division stieß auf keinen Widerstand. Die 4. Brigade sollte die Linien der deutschen 17. Infanterie-Division umgehen, um die Verteidigungsanlage von Esternay zu sprengen. Gegen Mittag begann die Artillerie der 2. Division mit der Beschießung von Esternay. Die 5. Division rückte in Richtung Escardes vor, das sie gegen 11:30 Uhr besetzen konnte, und in Richtung Courgivaux. Die 6. Division sollte auf Montceaux-les-Provins – Courgivaux angreifen und wurde dabei von der Korpsartillerie unterstützt, die in Nähe des Château de Flaix aufgefahren war. Um 12 Uhr befahl Franchet d'Esperey befahl dem 10. Corps, den Angriff des 1. Corps durch ein Vorgehen in Richtung Esternay zu erleichtern und an der Linie Le Châtelet – Le Clos-du-Roi anzuhalten, bis das 1. Corps auf der Höhe Esternay aufgetaucht war.
Die deutsche 19. Reserve-Division (10. R.K.) die ihrerseits von Gault her angriff, hatte um 13 Uhr den Jouy-Sektor bei Le Recoude zum Ziel, und die 2. Garde-Division marschierte weiter auf Charleville. Der heftige Kampf dauerte bis in die Nacht, Charleville war ab 17 Uhr durch das Eingreifen der Brigade des General Pierson gesichert. Die 37. Brigade erhielt um 16:30 Uhr den Befehl in Richtung des Bois de Gault vorzudringen um zu verhindern, dass das deutsche Regiment 84, das die Linie Le Guébarré – Le Châtelot besetzt hielt, von hinten gegen die Brigade des Generals Passaga angreifen konnte.
Das deutsche IX. Armee-Korps konnte den Vormarsch der Franzosen in der Region Esternay verhindern, wo man vor dem befohlenen Abzug an die Ourcq-Front noch als Bindeglied zwischen der 1. und 2. Armee fungierte. Die deutsche III. Armee-Korps befand sich bei Sancy und Montceaux-les-Provins in der Umgruppierung, als es vom französischen 18. Corps angegriffen und festgehalten wurde. Die Stellungen der deutschen 6. Infanterie-Division zwischen Montceaux – Les Châtaigniers dominierten die Region und waren im Westen von Sancy flankiert. Das 3. Corps sollte die Linie Courgivaux – Tréfols – Marchais-en-Brie zu erreichen. Pétains Division besetzte Saint-Bon und Villouette. Mangin nahm die Wälder südlich von Haut-l'Escardes. Die 6. Division sollte über Escardes nach Courgivaux schwenken, sobald die 5. Division dem Grand Morin in Richtung Esternay überschritten hatte. Um 11 Uhr rückte Mangins Division in Richtung Courgivaux vor, Pétains Division in Richtung Champfleury vor, das bis zur Mittagszeit besetzt war. Montceaux-les-Provins wurde zum Ziel der gesamten Artillerie der Gruppe Valabregue, der 35. Division und des 18. Corps. Die 6. Division besetzte Champfleury und dann Montceaux, die 5. Division konnte Courgivaux gegen 13:30 Uhr zunächst mit Kavallerie, dann durch drei Bataillone besetzen. Um 16 Uhr starteten deutsche Truppen einen Gegenangriff gegen die 5. Division und zwangen deren 74. Regiment, das Dorf Courgivaux trotz der Verstärkung durch ein Bataillon des 129. Regiments wieder zu räumen. Ein weiterer deutscher Gegenangriff drängte um 19 Uhr die 11. Brigade (General Hollender) bei Châtaigniers zurück, um den Rückzug der Truppen aus Montceaux-les-Provins zu decken, die Franzosen ließen sich am nördlichen Rand des Dorfes nieder und gruben dort Schützengräben, die 6. Division (Pétain) trug wirksam zu diesem Erfolg bei.
Montceaux-les-Provins wurde gegen 17 Uhr durch die die 69. Brigade der 35. Division (General Marjoulet) angegriffen. General de Maud'huy hatte Befehl auf Montceaux-les-Provins anzugreifen und die Linie Couperdrix – Montceaux – Esternay zu erreichen. Die 36. Division besetzte Couperdrix und Ecoublay, wo ihr gemischte deutsche Truppen aus Reitern und Radfahrern gegenüberstanden, die im Laufe des Tages Augers-en-Brie evakuierten. Gegen 16:30 Uhr wurde die französische 10. Kavallerie-Division bei Champcenest selbst angegriffen, als Verstärkung wurde die 4. Kavalleriedivision entsandt und der deutsche Widerstand überwunden.
Am Nachmittag stand die 35. Division (Marjoulet) mit der 69. Brigade an der Linie Montceaux-les-Provins und die 70. Brigade bei Villiers-Saint-Georges. Bei der 36. Division stand die 72. Brigade auf der Linie Couperdrix – Brantilly und die 71. Brigade in der Region Rupéreux – Voulton. Die 38. Division stand in der Region Bouchaire. Das 10. Corps rückte anfangs vor, ohne auf Widerstand zu stoßen; um 9 Uhr vormittags passierte die 19. Division den Raum Les Essarts, die 20. Division stand vor Lachy, während die 51. Reserve-Division den Raum nördlich von Sézanne erreichte. Gegen Mittag befand sich das 10. Corps an der Linie Jouy, Le Recoude und Charleville. Der linke Flügel der 20. Infanterie-Division wurde durch den Rückzug der 19. Infanterie-Division zum Rückzug in die kleinen Wälder östlich von Clos-le-Roi gezwungen.
General Deligny wies die 1. Division (Gallet) an, die Linie Esternay – Retourneloup anzugreifen, wo das deutsche IX. Armee-Korps sich weiterhin mit der 17. Division hielt, die Region Courgivaux von der 18. Division gehalten wurde. Das benachbarte X. Reserve-Korps konzentrierte in der Region Vauchamps und nördlich von Esternay. Die Division Mangin hatte Courgivaux zum Ziel, die 2. Division (Duplessis) nahm die Stellung im Hinterland durch den Wald von Loge-à-Gond ein. Der deutsche Widerstand wurde um 19 Uhr gebrochen, die Truppen gingen unter schweren Verlusten auf Courgivaux zurück. General Mangin gab den Befehl, das Dorf wieder zu besetzen, seine Division übernachtet zwischen Escardes, Courgivaux und Pont-à-Sec. Das 10. Corps hatte Befehl rechts in Richtung Mœurs – Soigny – Vauchamps zu schwenken, sich mit der 42. Division der 9. Armee zu verbinden und die Linie Essarts-les-Sézanne – Lachy zu erreichen. General Defforges stellte das 10. Corps am Morgen auf der Straße von Sézanne nach Esternay auf, 1 km von Sézanne entfernt. Die Vorhut der 20. Division (Brigade Rogerie) hielt Bout-de-la-Ville, musste jedoch anhalten, da die 42. Division Villeneuve-les-Charleville noch nicht erreicht hatte und das 1. Corps noch weit südlich des Waldes von Gault befand. Die BEF hatte derweil den Grand Morin von Villiers bis Coulommiers und am Abend des Tages auch bei Choisy-en-Brie erreicht.
Bis zum Abend zeichnete sich kein entscheidender Erfolg für die 5. Armee ab: das 18. Corps hatte Montceaux-les-Provins genommen, kam aber insgesamt nur 4 bis 5 km nach Norden vor. Das 3. Corps hatte die Orte Les Châtaigniers, Escardes und Courgivaux genommen, das 1. Corps rückte zwar 10 km tief vor und hatte Châtillon-sur-Morin genommen, konnte jedoch den deutschen Widerstand bei Esternay nicht brechen. Die 19. Division hatte um 20:20 Uhr den Befehl bekommen, an der Linie Le Châtelot – Le Guébarré zu halten, die Brigade Cadoudal der 20. Division war auf dem Weg nach Charleville, um sich zwischen der 42. und der 19. Division zu positionieren.

### 7. September
Weil Generaloberst von Kluck die Umgruppierung mehrerer Armeekorps anordnete, ohne Bülow zu unterrichten und die französische 5. Armee plötzlich einen umfassenden Angriff gegen die rechte Flanke eröffnet hatte, befand sich die 2. Armee in einer bedrohlichen Situation. Generaloberst von Bülow ordnete sofort an, dass sein VII. Armee-Korps zum Schutz seiner rechten Flanke den Abschnitt Dollau-Grenzabschnitt von Fontenelle nach Montmirail besetzen sollte. Das 1. Kavalleriekorps erhielt den Befehl, die englischen Kolonnen am Petit-Morin und bei Cutoff aufzuhalten. Die französische Luftaufklärung bestätigt um 8:30 einen Anruf von Oberst Huguet, der meldete, dass sich der gesamte Teil der deutschen Armee, der der französischen 5. Armee gegenüberstand, auf dem Rückzug nach Norden befand.
Um 11:40 Uhr übertrug Franchet de Esperey folgende Weisung: „Der Feind zieht sich an der gesamte Front zurück, die 5. Armee musste bis zum Abend versuchen, den Petit Morin in Richtung Montmirail zu erreichen !“.
Um 10 Uhr vormittags wurden zwei Kolonnen gebildet, um die Verfolgung ohne Unterbrechung fortzusetzen: die 1. Division (Gallet) durch Esternay und Champguyon auf Mécréinges, die 2. (Duplessis) durch Vivier und Montvinot auf Maclaunay. Die Vorhut des Generals Conneau – die 10. Kavallerie-Division überquerte Mittags den Aubentin bei Courtacon, der Abfluss nördlich dieses Dorfes war jedoch schwierig, da die deutsche Artillerie dieses Dorf unter Beschuss hielt. Die 8. Kavallerie-Division durchquerte den Bois Arthault und erreichte die Aubentin, die 4. Kavallerie-Division überquerte die Aubentin bei Beton-Bazoches. Das Cavalleriekorps befand sich vor einer weiten Frontlücke, aber Conneau erkennt die günstige Situation nicht, weil er keine Aufklärung durchgeführt hatte. Das 18. Corps traf ungehindert am Grand Morin ein, mit der 35. Division bei Sancy und der 36. Division bei Augers und Cerneux. Eine Aufklärung wurde in Richtung Maisoncelles durchgeführt, das um 9 Uhr morgens von den Deutschen aufgegeben wurde. Um 12:40 Uhr unterschrieb de Maud'huy den Befehl zur Verfolgung in Richtung zum Petit Morin. Am Abend des Tages ließ sich die 35. Division nördlich der Pariser Straße Paris-Vitry nieder, die 36. Division hatte ihre Vorhut auf dem Grand Morin, die 38. bei Montcel und bei Chapelle-Veronge. Um 12 Uhr traf im Hauptquartier der 5. Armee ein Hilferuf von General Foch ein, der mitteilte, dass die 42. Division (General Grossetti) bei Villeneuve-lez-Charleville von den Deutschen heftig angegriffen worden war und Soisy verloren gegangen sei. Ein deutsches Umfassungsmanöver in diesem Raum drohte den Durchbruch der französischen Front nach Sézanne zu erzwingen. Eine telefonische Nachricht von Franchet d'Espérey an General Defforges erhielt folgende Weisung: „Die 42. Division und die 9. Corps der 9. Armee werden von einem Feind aus Saint-Prix sur Soisy gewaltsam angegriffen. Dieser letzte Punkt ist von den Deutschen besetzt worden. Das 10. Corps wird die 42. Division und die 9. Corps sofort unterstützen, um den deutschen Angriff auf der linken Flügel der 9. Armee vollständig zu stoppen. Es ist darauf zu achten, die Verbindung zum 1. Corps nicht zu verlieren.“ Die 5. Division stand um 16 Uhr bei Joiselle-Tréfols nördlich des Grand Morin und bei Neuvy. Die 1. Division war für den Angriff auf die deutsche Stellung bei Retourneloup verantwortlich und knüpft ihre Aktion an die von Mangins Division an.
Um 17:15 führten die deutsche Streitkräfte des IX. Armee-Korps, die vom Rückzugsbefehl nicht betroffen waren, führten einen heftigen Angriff auf Pont-à-Sec durch. Die französischen Vorhut wurde auf Escardes zurückgeworfen. Die 6. Division wurde bei Champfleury angegriffen, aber Pétain verstärkte sie und die Deutschen wurden zurückgedrängt. Zu diesem Zeitpunkt eröffnete das französische 3. Corps aber den eigenen Angriff in Richtung auf Courgivaux, Tréfols und Marchais-en-Brie. Mangins Division marschiert nach intensiver Artillerievorbereitung in Courgivaux ein. An der Straße Esternay – Courgivaux angekommen, hält die Division inne, um auf die Division Pétain zu warten, die methodisch und vorsichtig vorrückte. General Mangin drängte seine Brigaden in Richtung Aulnay-Neuvy während Pétains Division durch das evakuierte Les Châtaigniers vorrückte. Bei Einbruch der Dunkelheit biwakierte die 1. Division Gallet in der Region Moncet-Rieux, die 2. Division Duplessis in Montvinot und Perthuis. Die Petit-Morin-Brücken zwischen Vinet bis Courbetaux waren in Hand des französischen 1. Corps, die Brigade Blanchard stand vor den Toren von Montmirail.

### 8. September

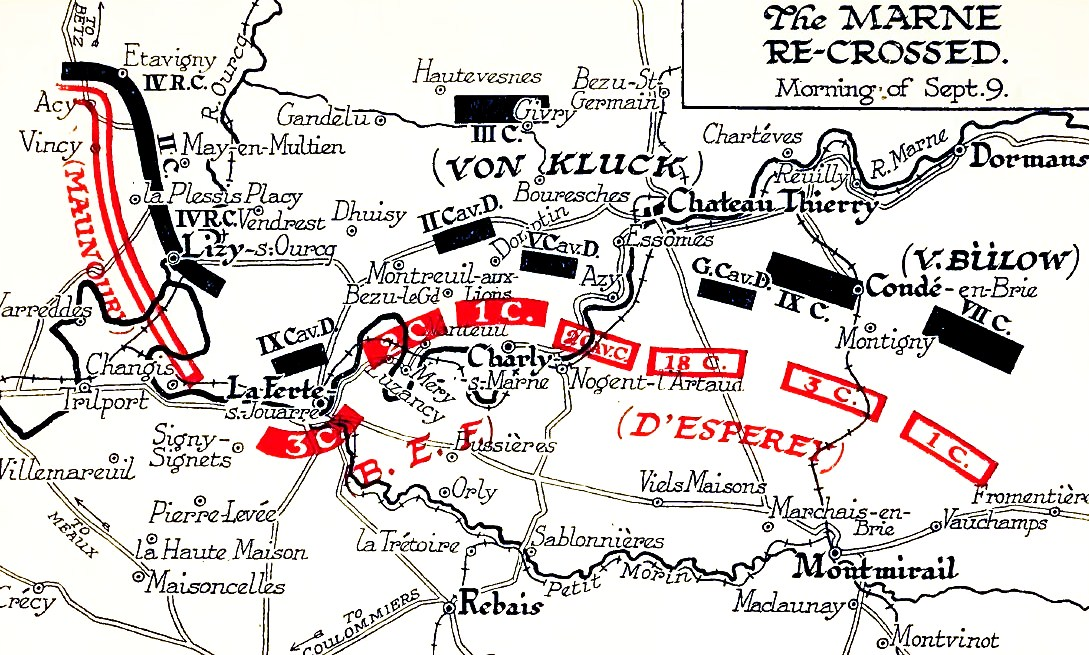
Lage am 9. September 1914

Da die englische Armee um 6 Uhr morgens die Linie Saint-Remy – Boissy – Hautes-Maisons in Richtung Nordosten zum Grand Morin, links in Richtung Maisoncelles, in der Mitte auf Coulommiers, rechts in Richtung Jouy-sur-Morin. Das französische 18. Corps behielt die Marschachse über Meilleray und Montolivet bei. Das 3. Corps hat seine Vorhut nördlich des Grand Morin vorgeschoben und tritt in Richtung Montmirail, Corrobert und Verdon an. Das 1. Corps richtet am Petit Morin seine Vorstöße auf Vauchamps und Ville-sous-Orbais. Das 10. Corps rückte auf Boissy-Le Reposoir, Fromentières und Chapelle-sous-Orbais vor.
Vor der Front des 1. Corps hatten die Deutschen Esternay geräumt. Von der 9. Armee wurde gemeldet, dass sich die Deutschen gegenüber der bisher bedrängten 42. Division zurückgezogen hätten und diese begann sofort in Richtung Soisy, Baye und Champaubert nachzurücken. Beim 10. Corps begann die 20. Division den Weiler Culots angreifen und in Richtung Soisy vorzurücken, um die marokkanische Division zu unterstützen, die auf diesen Ort zumarschierte. Die 51. Reserve-Division konnte in Richtung Chapton vorrücken und war bereit, den Angriff der marokkanischen Division in Richtung Soisy zu unterstützen.
Die britische Kavalleriedivision machte sich im Raum La Ferté Gaucher mit der 1. und 2. Kavallerie-Brigade bei Bellot auf den Weg zum Petit Morin nach Westen nach La Trétoire. Goughs Kavallerie-Brigade steuerte auf der linken Seite vom Fluss bei La Trétoire nach St. Cyr an. Es wurde berichtet, dass die beiden Brücken bei Sablonnières leicht genommen werden konnten, aber ein direktes Vordringen erwies sich wegen des feindlichen Gewehrfeuers als unmöglich. Auch ein Versuch, die deutsche Stellung von Osten her über Bellot aufzurollen, wurde verhindert.
Im Laufe des Tages stieß die B.E.F. im Raum beiderseits Rebais nach der Verdrängung der deutschen Nachhut am Petit Morin 15 km nach Norden vor. Am linken Flügel stellte die Infanterie der 4. Division zwischen 3 und 4 Uhr morgens fest, dass die Deutschen Pierre Levée geräumt hatte. Die Zugänge nach La Ferté sous Jouarre wurden aber verteidigte; um 6 Uhr morgens rückte die 12. und 19. Brigade dorthin vor, erstere gegen Jouarre, die letztere links davon gegen Signy.

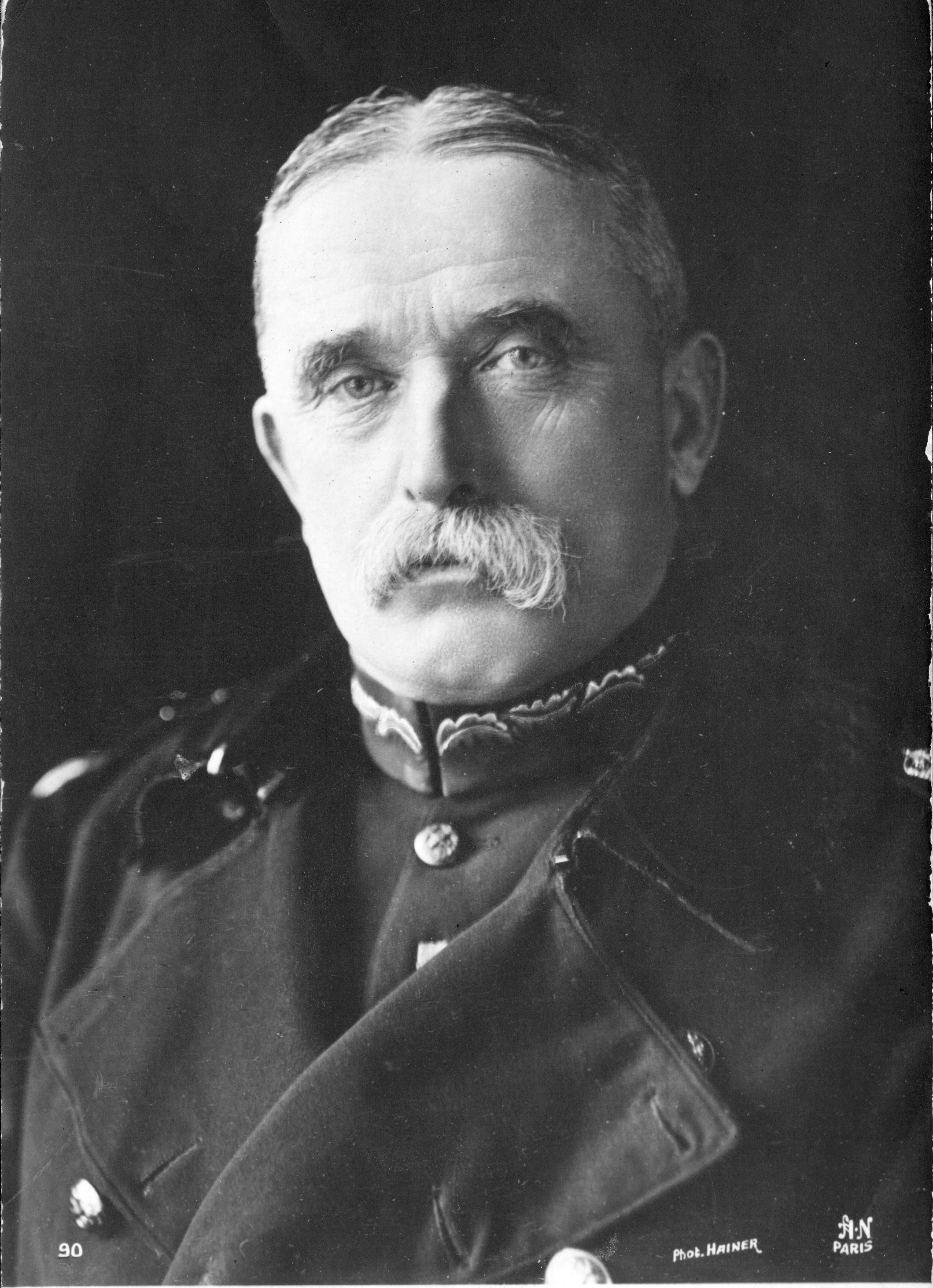
John French

Feldmarschall French ließ seine zwei Korps den Grand Morin bei La Ferté-sous-Jouarre und bei Viels-Maisons übersetzen und begann im Verein mit dem rechts vorgehenden Kavalleriekorps Conneau der französischen 5. Armee den Vorstoß nach Norden und auf Chateau-Thierry. Die Kavallerie des General Gough operierte mit der 3rd und 5th Cavalry Brigade in enger Zusammenarbeit mit dem III. Corps, dessen 19th Brigade am linken Flügel über Montceaux-lès-Meaux die Verbindung mit der 8. Division der französischen 6. Armee sicherstellte. Die britische Luftaufklärung erkannte, dass sich deutsche Verbände (von der 5. Kavallerie-Division) um La Ferté sous Jouarre versammelt hatten um den Fluss nach Norden zu überqueren. Gegen 8.30 Uhr hielt die britische Kavallerie am Petit Morin an, da die deutsche Nachhut noch zu gut postiert war, und sie vertrieben werden mussten, bis weitere Truppen eintrafen, die nördlich von Fontaine-Fauvel vorrückten und den schnellen Durchgang des I. Corps über diese Brücken deckten. Am linken Flügel verfolgte das II. Corps, rechts mit der 3rd und 4th Division über Saâcy und Méry sur-Marne auf Montreuil-aux-Lions, links davon begann die 19th Brigade des 3rd Corps den Vormarsch über La Ferté-sous-Jouarre nach Dhuisy. Die 1st Division erreichte Domptin und die Kavallerie ein paar Meilen weiter nördlicher die Höhen von Montgivrault. Eine große deutsche Kolonne zog von Montmirail in Richtung Château-Thierry, eine weitere in Richtung Chézy und Nogent-l’Artaud ab. Es gab für die Briten keinen ernsthaften Widerstand mehr, bis etwa 11 Uhr hatte das führende Bataillon der 19. Brigade Signy passiert und den Bergrücken erreicht, von dem man lange unter Artilleriefeuer geraten war La Ferté wurde noch von der deutschen 2. Kavallerie-Division verteidigt, Teile der 5. Kavallerie-Division sicherten als Nachhut bei Orly und die Gardekavallerie bei Boitron.
Am rechten Flügel verfolgte das britische I. Corps, rechts mit der 1st Division (Generalmajor Samuel Lomax) an der Route Sablonnières, Hondevilliers, östlich von Charly-sur-Marne und links mit der 2nd Division über La Trétoire, Boitron, Pavant, westlich Charly-sur-Marne, Domptin nach Coupru. General Allenby hatte mit seiner Kavallerie die Marne-Brücken von Charly und Saulchery gesichert. Die Deutschen hielten das Tal von ihrer beherrschenden Stellung bei Château-Renard unter Beschuss, ihre Artillerie hinderte den weiteren Vormarsch der 2. Kavallerie-Brigade. Die Region zwischen Rebais, La Ferté-sous-Jouarre – Coulommiers war nach dem deutschen Abzug gegen Mittag frei, die alliierten Kolonnen ziehen nach Norden, um die Marne zwischen La Ferté-sous-Jouarre und Château-Thierry zu überqueren. In die Lücke zwischen der deutschen 1. und 2. Armee sickerten gegen Mittag immer mehr britische und französische Kräfte ein. Generaloberst von Bülow war nicht mehr in der Lage, mit seinem rechten Flügel die Lücke zur 1. Armee zu schließen, vielmehr musste er wegen Gefährdung seiner rechten Flanke noch an diesem Tag die 13. Division hinter den Surmelin-Abschnitt zurücknehmen. Dadurch hatte sich die bereits durch Klucks Abzug entstandene Lücke zur 1. Armee auf 40 Kilometer vergrößert.
Die 35. Division hatte um 9:30 Uhr bereits Moncets besetzt und die 36. Division stand bei Mont-Dauphin als de Maud'huy erfuhr, dass die Morin-Brücken bei Vendières und Celle intakt waren und nicht verteidigt wurden. Beide Divisionen rückten ohne allzu große Schwierigkeiten bis zum Petit Morin vor. General Marjoulet griff die Stellung Montmirail – Marchais von Süden her an; Jouannics Division ging daran bei Vendières den Petit Morin zu überqueren. Der Bois Jean, die Höhe 182 und die umliegende Stellung bis Marchais waren von starker mit Maschinengewehren ausgerüsteter Infanterie besetzt. Die Artillerie der 36. Division begann von den Hügeln von Monthubert zwischen Epine-aux-Bois und Vendières zu unterstützen. Die 35. Division griff das besetzte Plateau zwischen Vendières und Marchais frontal an, während die 36. Division von Westen her begann zu umfassen.
General Deligny erhält den Befehl, die 1. Corps auf der Linie Margny – Junvilliers anzuhalten, damit sie sich in Richtung Osten bewegen kann. General Deligny erhält den Befehl, die 1. Corps auf der Linie Margny – Junvilliers anzuhalten, damit die Truppen in Richtung Osten schwengen konnten, die 1. Division erhielt Weisung, die Linie zwischen Esternay und Retourneloup anzugreifen. Gegen 9 Uhr morgens heftige Kämpfe rund um Saint-Prix, Montgivroux und Broussy. der rechte Flügel der 5. Armee war weitgehend überfordert. Er sah auch, dass Château-Thierry leer war und die Marne-Brücken bei Azy und Jauglonne noch intakt waren, hingegen war der Übergang von Mézy von den Deutschen zerstört worden.
Franchet d'Esperey sandte General Conneau den Befehl, die Marne bei Azy zu überqueren, energisch gegen die sich zurückziehende deutsche Kolonne vorzugehen und den Aufmarsch des 18. Corps nördlich der Marne sicherzustellen.
Während die Deutschen die französische 9. Armee in der Region Saint-Prix und Soizy-aux-Bois heftig angriffen, wurde das 1. Corps auf Etoges ausgerichtet: die 37. Brigade (Pierson) rückte über La Roquetterie in Richtung Fromentières, die 38. Brigade (Passaga) gegen Petites-Censes an. Die Deutschen leisteten keinen Widerstand und zogen sich in Richtung Bannay zurück.
Die französische 20. Division rückte in Richtung Bannay-Baye vor, mit Corrobert als Ziel. Die Brigade Pierson überquert Fromentières und kam 3 km an Champaubert heran, die Brigade Passaga wurde nach La Mortière sur Mesnil vorgeführt. Um 18:45 Uhr stand die 1. Division zwischen Fontaine-Chacun, die 2. Division an der Linie Janvilliers – Fromentières – Chapelle-sous-Orbais – Bouc-aux-Pierres – Le Mesnil. Das 3. Corps rückte befehlsgemäß über Corrobert in Richtung Montigny-les-Condé vor, wo sie entweder auf Dormans oder auf Château-Thierry angreifen sollte kann, um den rechten Flügel des 18. Corps zu begleite. Die Aufklärung deutete darauf hin, dass die Nachhut der deutschen Kavallerie über Artonges abgezogen war. Die 37. Division sicherte den Übergang am Petit Morin, indem man die Höhen von Marchais besetzte. Die 5. Division hatte den Morin bei Courbeteaux zu überqueren, Montmirail von Osten her zu umgehen und die Straße nach Corrobert zu erreichen. Die 6. Division hatte den Morin bei La Chaussée zu überqueren und Montmirail von Westen her in Richtung Montigny zu umfassen. Pétains Division hatte die Linie Pargny – Courbouvin zu besetzen und ihre Vorhut nach Montigny-sur-Condé vorzuschieben. Als beim 1. Corps die 1. Division die Linie Margny und Fontaine-Chacun noch stark besetzt erkannte, ließ General Mangin zur Hilfe seine schwere Artillerie in Richtung der Farm Les Minières vorziehen und sein Feuer brach den deutschen Widerstand bei Margny. Die Vorhut von Mangins Division erreichte Violaines und die Division Pétain die Linie Sauvagesse – Courbouvin.
Die Reserve-Gruppe Valabrègue folgte am Morgen links vom 3. Corps über Marchais-en-Brie und Artonges nach Pargny, die Vorhut sollte nach Montlevon vorzustoßen.
Am Abend stand die 53. Reserve-Division an der Linie Pargny – Montlevon – Montgrimont, die 69. Reserve-Division in Artonges und Villemoyenne.
Die BEF stand am Morgen der deutschen 2. und 9. Kavalleriedivision gegenüber, die bei Trilport La Ferté-sous-Jouarre positioniert war und für die Sprengung der Marne Brücken zuständig war. Bei Courtacon waren die Garde-Kavallerie-Division und die 5. Kavallerie-Division stationiert. Das britische III. Corps war bei La Haute-Maison stationiert und bildete im Anschluss an die französische 8. Division den linken Flügel; rund um Aulnoy begann das II. Corps und in der Region Chailly -en-Brie und Jouy-sur-Morin für das I. Corps. Im Laufe des Tages setzte die BEF ihre Offensivbewegung mit dem Angriff des britischen III. Corps zwischen Jouarre und Signy -Signets in Richtung La Ferté-sous-Jouarre fort. Vom britischen I. Corps wurde die 1. Division in Richtung Sablonnières und Hondevilliers und die 2. Division nach Boitron entsandt. Deutsche Kavallerie und Jäger verteidigten die Furten, Brückenübergänge, Dörfer und Waldränder, um den Vormarsch der britischen Truppen so weit wie möglich zu verlangsamen. Am Abend des 8. besetzte das II. Corps Feuchères und Grand-Mont-Ménard am Südufer der Marne, das III. Corps erreichte La Ferté-sous-Jouarre, wo man die Brücke zerstört fand.
Das Corps de Conneau setzt seine Verbindungsmission zwischen der BEF und dem 18. Corps fort. Die 4. und 8. Kavalleriedivision rückte in Richtung Petit Morin vor und wurde von der auf Montflageol und Verdelot stationierten deutschen Artillerie gestoppt. Die 10. Kavalleriedivision konnte bei Montdauphin den Petit Morin überqueren und erreichte Monthubert und Vendières. Die 4. Kavallerie-Division besetzte Viels-Maisons, von wo aus sie deutsche Truppen in Richtung Montcel bombardierte. Um 16 Uhr gelang es 35. Division (General Marjoulet) überquerte den Petit Morin an der Brücke Villiers-sur-Morin zu überqueren und besetzte Positionen zwischen Vendières und Caumont Wood, das 57. Infanterieregiment hält die Südhänge von Boulan und die Celle-Brücke. Die Division biwakierte auf ihren Stellungen. Luftaufklärungen meldete den Abzug deutscher Kolonnen, welche die Marne bei Château-Thierry, Bonneil und La Chapelle-sur-Chézy überqueren. General Conneau trifft Vorkehrungen für einen Angriff auf die Kolonne bei Château-Thierry. Diese Bewegung wurden am Nachmittag durch Maschinengewehrfeuer und Infanteriefeuer der deutschen 13. Division verlangsamt. Das französische 49. und 18. Regiment führten einen Nachtangriff und besetzten La Chaise. Die Kommandeur der Division, beschloss, den deutschen Batterien mit seiner Divisionsartillerie entgegenzuwirken, die von zwei Artilleriegruppen des Armeekorps unterstützt wurde. Das französische 3. Corps erhielt den Befehl, den Raum Villeneuve-la-Lionne zu verlassen und in Richtung Montmirail vorzurücken. Die zwischen Cornantier und Hochecourt vorgehende 5. Division stand in enger Verbindung mit dem 1. Corps. Am späten Nachmittags startete General Mangin einen Angriff auf Montmirail, dessen Versuche dreimal scheiterten.
Die 37. Division wurde dem 3. Corps zugeteilt, wird jedoch durch deutsches Artilleriefeuer in ihrem Vormarsch gebremst. Um das Vorrücken zu unterstützen, griff General Hache die Artillerie des Armeekorps auf dem Montrobert-Plateau an, um 16:30 Uhr war das Plateau südlich von Petit Morin in den Händen der Franzosen. Die 37. Division überquerte den Petit Morin bei Vinet, die 6. Division bildete die Korpsreserve. Die 4. Reserve-Gruppe blieb in der zweiten Linie, rückte nördlich des Grand Morin vor und blieb in der Region Tréfols stationiert.
Am Abend wurde festgestellt, das sich gegenüber die deutsche 13. Infanterie-Division auf die Linie Margny – Le Thoult-Trosnay zurückgezogen hatte und versuchte einen Flankenschutz nach Westen aufzubauen.
Das 1. Corps begann ab 7 Uhr morgens ihre Konzentration am linken Ufer des Grand Morin, die 1. Division war auf Fontaine-Armée und Maclaunay und die 2. Division in Richtung Montvinot angesetzt, beide Divisionen wartete aber auf das Vorrücken der benachbarten Korps. Erst zu Beginn des Nachmittags begann das Vorrücken auf Vauchamps. Die 1. Division wurde gegen 13 Uhr von deutschen Verteidigungsstellungen vor Courbetaux aufgehalten; gegen 14 Uhr wurde Courbetaux schließlich eingenommen, aber die Division blieb auf dem Hügel vor Mondant durch mit Maschinengewehren und Artillerie verteidigte Schützengräben bewegungsunfähig.
Das 10. Corps setzte den Vormarsch ohne auf keine Hindernisse zu treffen, auf der Achse Boissy-le-Repos und La Chapelle-sous-Orbais an. Die 51. Reserve-Division wurde auf Corfélix und Bannay angesetzt und bewegte sich auf der Straße La Villeneuve-lès-Charleville vor, ihr gelang es, Corfélix in der Nacht einzunehmen, nachdem es von deutschen Truppen evakuiert worden war. Die 20. Division rückte daneben in Richtung Corfélix und Le Thoult-Trosnay vor, kam aber schnell unter deutsches Artilleriefeuer. Nachts gingen die Deutschen an das Nordufer des Petit Morin zurück und gaben Thoult auf. Die 19. Division etablierte sich in Soigny und zog ihre Artillerie nach, um der in Boissy-le-Repos stationierten deutschen Artillerie Parole zu bitten. Am Nachmittag besetzte die französische 37. Brigade Boissy-le-Repos, die deutschen Truppen blieben aber flussabwärts von Boissy-le-Repos verschanzt. Das französische 18. Corps hatte Befehl über Meilleray auf Montolivet anzugreifen und musste jetzt seine Marschachse auf Vendières und Fontenelle ändern, die Vorhut erreichte die Linie Saint-Martin-des-Champs – Le Vézier. Das Nordufer des Petit Morin dominiert mit einer durchschnittlichen Höhe von 200 m das Südufer und stellt eine natürliche Bastion dar. Die 19. Division besetzt das Gelände von Haute-Vaucelle bei Montmirail, die deutsche 13. Division bildete einen Verteidigungshaken von Marchais bis Fontenelle, westlich von Vendières war der Lauf des Petit Morin nicht gesichert.

### 9. September
Am Morgen des 9. September führte Oberstleutnant Hentsch in Bülows Hauptquartier sein Gespräch mit General von Lauenstein, dem Generalstabschef der 2. Armee. Aus diesem Gespräch ging hervor, dass aufgrund des Vorrückens des Feindes in der Frontlücke von Rebais es unbedingt nötig war, die 1. Armee sofort an die 2. Armee heranzuführen. Hentsch verließ Montmort gegen 7 Uhr morgens und begab sich mittels Kraftwagen sofort ins Hauptquartier der 1. Armee.
Die britische 3rd Division überquerte seit dem frühen Morgen die Marne-Brücke bei Nanteuil. Die britische 5th Division (Generalmajor Charles Fergusson) überquerte die Marne bei Méry, wurde jedoch eine Zeit lang von der deutschen Artillerie, die sich in der Nähe von Sablonnières befand, aufgehalten. Eine deutsche Nachhut (34. Brigade des General von Kraewel) verteidigte den Marne-Übergang bei La Ferté noch energisch, stark unterstützt durch Artillerie, die aus der Höhe nördlich der Stadt feuerte. Die Ufer der Marne waren an dieser Stelle ziemlich steil und der Fluss wird auf beiden Seiten von einer Anhöhe dominiert. Das III. Corps hatte bei La Ferté-sous-Jouarre und die französische 8. Division (General Raoul de Lartigue) bei Changis lange Schwierigkeiten, den Fluss zu überqueren. Ein erster Funkspruch aus dem Hauptquartier von General von der Marwitz (H.K.K. 2) meldete, dass starke alliierte Kolonnen von La Ferté-sous-Jouarre in Richtung Osten einschwenkten. Die Aufklärungseinheiten des Corps Conneau – die Kavallerie unter General Abonneau schob sich auf Nogent-l'Artaud, eine weitere unter General Grellet auf Château-Thierry vor. Die Reiter konnten die Marne-Brücke von Azy sichern, wobei links davon die Brücke von Nogent-l’Artaud von der englischen Armee und rechts die Übergänge bei Château-Thierry vom französischen 18. Corps genutzt wurden. General Jouannic schob eine Brigade der 36. Division nach Azy, um den Marne-Übergang für seine Truppen vorzubereiten. Die 10. Kavallerie-Division (Grellet) zog über Viffort nach Château-Thierry, die 4. Kavallerie-Division zieht nach Azy, überquert die Marne und steigt auf die Hochebene von Etrepilly. Die 8. Kavallerie-Division machte sich auf den Weg nach Chézy. Die Deutschen ließen Scharmützler in der Nachhut zurück. Die Kavallerie unter Grellet konnte innerhalb zwei Stunden 7 km tief vorrücken.
Die deutsche Flugaufklärung stellte fünf Kolonnen zwischen La Ferté-sous-Jouarre und Montmirail fest die den Petit Morin forcierten in Richtung Norden marschieren: Eine Kolonne, die von Saint-Cyr am Petit Morin ausging und deren Spitze sich um 9:15 Uhr Saâcy-sur-Marne näherte. Eine Kolonne aus Orly kommende Kolonne, deren Spitze sich um 9.15 Uhr auf der Marne bei Nanteuil befand. Eine von Boitron kommende Kolonne, deren Spitze um 9.10 Uhr die Marne bei Pavant erreichte. Eine Kolonne aus Sablonnières, deren Spitze um 9:10 Uhr Nogent-l'Artaud erreichte. Eine Kolonne aus Viels-Maisons, deren Spitze um 9 Uhr morgens in Chézy stand. Diese Meldung wurde um 10:30 Uhr durch einen neuen Funkspruch von Marwitz bestätigt und ergänzt, der berichtete, dass starke Kolonnen über die Marne hinaus vorrückten.
Für Feldmarschall French war es wichtig, dass die Truppen des II. Corps nicht zu weit nach Norden vordrangen, bevor nicht auch die Truppen des III. Corps vollständig am nördlichen Ufer der Marne etabliert waren. General Smith-Dorrien erhielt den Befehl, eine Division nach Dhuisy zu schicken, um den Rücken der deutschen Truppen zu bedrohen, die den Durchgang verteidigten. Die dazu beauftragte 5. Division konnte den feindlichen Widerstand jedoch nicht überwinden und erreichte Montreuil (2 Meilen südöstlich von Dhuisy) erst sehr spät in der Nacht. Die 4th Division (Generalmajor Thomas D’Oyly Snow) versuchte in zwei Kolonnen, zur Brücke bei La Ferté-sous-Jouarre vorzudringen und einen Brückenkopf am Nordufer zu errichten, doch alle ihre Versuche scheiterten durch das deutsche Artilleriefeuer. Erst als die Nacht hereinbrach, konnte Hunter Westons 11th Brigade das Südufer erreichen. Die 11th Brigade konnte um 22 Uhr einen Brückenkopf am Nordufer errichten. Der größte Teil der III. Corps überquerte die Marne in den frühen Morgenstunden des 10. September auf dieser Bootsbrücke.
Die Luftaufklärung ergab, dass es bei Azy und Château-Thierry keine Deutschen mehr hatte und die Stadt eingenommen wurde. Das in zwei Kolonnen verfolgende 18. Corps konnte gegen Mittag Château-Thierry besetzen, im Osten marschierte die 38. Division über Vendières und Fontenelle-sur-Viffort, im Westen die 36. bei Epine-aux-Bois und Rozoy. Die Straße Marchais – Paris wurde von beiden Divisionen überquert. Zur gleichen Zeit überquerten die Engländer die Marne bei Nanteuil und Charly.
Um 12:30 Uhr ordnete General der Kavallerie von Richthofen den Rückzug der Garde-Kavallerie-Division über Dormans-sous-Vincelles an, da sich die 5. Kavallerie-Division bereits selbstständig nach Bézu-Saint-Germain und dann nach Courpoil und Beuvardes zurückgezogen hatte.
Ein um 13 Uhr ergehender Funkspruch des Generalobersten von Kluck teilte mit, dass zuerst die Linke der 1. Armee hinter Clignon zurückgehen wird, wobei Kavallerie die Bewegung deckte.
Der linke Flügel der 2. Armee – das Gardekorps musste sich nach Bergères-les-Vertus zurückziehen, dazwischen wich das 10. Armee-Korps bei Epernay zurück. Der rechte Flügel – die 13. Infanterie-Division ging über Orbais und Isny-le-Jard nach Pont-à-Binson zurück.
Bei der 36. Division überquerte die 71. Brigade die Marne und besetzte Bonneuil, am Nordufer der Marne besetzte die 72. Brigade Azy, Rouvroy und Aulnois. Die 35. Division erreichte die Linie Essizes, Ville-Chambon, Montfaucon und Coquerets besetzen, die 4. Zuaven sicherten das Südufer sowie Nogentel, Etampes und Nesles. Die Linie Viffort – Fontenelle – Rozoy wurde erreicht, die französische Artillerie konnte um 16 Uhr den deutschen Widerstand Château-Thierry brechen, Infanterie überquerte die Marne-Brücken im Laufschritt.
Oberstleutnant Hentsch traf um 13 Uhr nachmittags in Mareuil ein. Dort traf er nochmals mit General von Kuhl zusammen. Er berichtete vom Zusammenbruch des rechten Flügels der 2. Armee, vom Einmarsch starker feindlicher Kräfte auf Chateau-Thierry und von der Notwendigkeit des Rückzuges der 1. Armee. Kuhl zog den Oberquartiermeister der Armee, Oberst von Bergmann bei. General von Quast hatte noch Erfolge gegenüber der französischen 6. Armee gemeldet. Generaloberst von Kluck war bei dieser Besprechung nicht anwesend. Hentsch schilderte die drohende Gefahr, die dem linken Flügel und das Hinterland der 1. Armee drohte: Die über der Marne kommenden Engländer bedrohten bald alle rückwärtigen Verbindungen. General von Kuhl hielt einen Rückzug in Richtung Fismes für unmöglich, erklärte sich jedoch bereit, sich nördlich in Richtung Soissons zurückzuziehen.

### Der deutsche Rückzug
Joffres Befehle für den Tag des 10. September wurden am Abend übermittelt: Die 5. Armee hatte am Marne-Abschnitt zwischen Château-Thierry und Dormans zu forcieren und dort Passagen vorzubereiten. Das Corps Conneau hatte in Richtung Oulchy-le-Château sur l'Ourcq (14 km nördlich von Château-Thierry) vorzustoßen. Das 18. Corps hatte den Brückenkopf bei Château-Thierry zu verstärken, das 3. Corps musste die Marne bei Jauglonne und das 1. Corps bei Dormans zu überqueren.
Am Abend zog sich die deutsche 1. Armee von der Linie Crépy-en-Valois – La Ferté-Milon zurück, die Marschtruppen der 1. Armee gingen durch das Waldgelände nördlich von Villers Cotterets auf die Aisne zurück. Das rechts über Villers-Cotterêts zurückgehende IV. Armeekorps (Sixt von Armin) sollte die Gegend nördlich Juvigny und südlich Tartiers erreichen.